# Juan Alberto Moreira
Juan Alberto Moreira Roggero (Montevideo, Uruguay, 16 de agosto de 1943) es un contador y político uruguayo, quien se desempeñó como subdirector de la Oficina de Planeamiento y Presupuesto (OPP) en 1989-1990 y como subsecretario (viceministro) del Ministerio de Economía y Finanzas entre 1995 y 2000.

## Primeros años
Nació en Montevideo el 16 de agosto de 1943.
En su juventud trabajó en Conaprole, Paycueros y Concuer.
Cursó estudios en la Facultad de Ciencias Económicas y de Administración de la Universidad de la República, donde se graduó como contador-economista. Ejerció la docencia en dicha facultad como profesor adjunto de Economía II.
Desde fines de 1975 se desempeñó como Inspector de Hacienda en el Ministerio de Economía y Finanzas.A partir de 1978 cumplió funciones como asesor de dicho Ministerio. 

## Oficina de Planeamiento y Presupuesto
A fines de los años 80 se desempeñó como asesor en la Oficina de Planeamiento y Presupuesto (OPP),cuya dirección ocupaba Ariel Davrieux. 
El 15 de febrero de 1989, el presidente Julio María Sanguinetti lo designó subdirector de la OPP, sucediendo a Agustín Canessa.Davrieux continuó como director. 
Ocupó el cargo durante poco más de un año, hasta la finalización del mandato presidencial de Sanguinetti.  
En marzo de 1990, al asumir como nuevo presidente Luis Alberto Lacalle, Davrieux y Moreira fueron sucedidos como director y subdirector de la OPP por Conrado Hughes y Rosario Medero respectivamente. 

## Subsecretario de Economía y Finanzas
En marzo de 1995, al asumir su segunda presidencia, Sanguinetti y su ministro de Economía y Finanzas Luis Mosca designaron a Moreira como subsecretario de dicha cartera.
Mosca y Moreira ocuparon la titularidad de dichos cargos durante la totalidad del período presidencial de Sanguinetti.  
Al asumir el nuevo gobierno de Jorge Batlle, en marzo de 2000, fueron sucedidos como ministro y subsecretario del MEF por Alberto Bensión y Marcelo Brasca respectivamente. 

## Otros cargos públicos
En 1992 integró como delegado del Ministerio de Economía y Finanzas el Comité de seguimiento sobre un convenio entre el Poder Ejecutivo y PLUNA.
En 2001 fue nombrado por el Ministerio de Salud Pública como coordinador general del proyecto de fortalecimiento institucional del sector salud (FISS).

## Vida personal
Es hijo de Salustiano Moreira y de Sara Roggero,quienes se casaran en 1942.
En 1977 contrajo matrimonio con María Isabel Carrero,con quien tuvo dos hijos, Nicolás y Silvana Moreira Carrero.